# Al Wazi'iyah (huyện)
Huyện Al Wazi'iyah là một huyện thuộc tỉnh Ta`izz, Yemen. Đến thời điểm năm 2003, huyện này có dân số 75288 người